# Oberaurach
Oberaurach ist eine Gemeinde im unterfränkischen Landkreis Haßberge. Die Gemeindeverwaltung befindet sich in Tretzendorf.

## Geografie

### Geografische Lage
Die Gemeinde liegt im Naturpark Steigerwald. Westlich des Ortsteils Neuschleichach entspringt die Aurach. In der Gemeinde liegt mit dem Naturwald Knetzberge-Böhlgrund eines der größten Waldschutzgebiete Bayerns und die Feuchtwiese am Sauknock, ein 0,33 Hektar großes Naturdenkmal sowie der geschützte Landschaftsbestandteil Beerberg-Südhang.

### Gemeindegliederung
Die Gemeinde besteht aus elf amtlich benannten Gemeindeteilen auf acht Gemarkungen:
| Gemarkung        | Gemeindeteil     | Ortstyp   | Einwohnerzahl der Gemarkung |
| ---------------- | ---------------- | --------- | --------------------------- |
| Dankenfeld       | Dankenfeld       | Pfarrdorf | 541                         |
| Fatschenbrunn    | Fatschenbrunn    | Kirchdorf | 235                         |
| Trossenfurt      | Hummelmarter     | Dorf      |                             |
| Kirchaich        | Kirchaich        | Kirchdorf | 923                         |
| Kirchaich        | Kotzmühle        | Einöde    |                             |
| Neuschleichach   | Neuschleichach   | Kirchdorf | 282                         |
| Kirchaich        | Nützelbach       | Dorf      |                             |
| Oberschleichach  | Oberschleichach  | Pfarrdorf | 524                         |
| Tretzendorf      | Tretzendorf      | Dorf      | 376                         |
| Trossenfurt      | Trossenfurt      | Pfarrdorf | 637                         |
| Unterschleichach | Unterschleichach | Kirchdorf | 437                         |

### Nachbargemeinden
| Gemeinde Knetzgau     | Gemeinde Sand am Main                       | Stadt Eltmann                      |
|                       | Kompassrose, die auf Nachbargemeinden zeigt | Gemeinde Priesendorf               |
| Gemeinde Rauhenebrach |                                             | Gemeinde Schönbrunn im Steigerwald |

### Klima
|                        | Jan  | Feb  | Mär | Apr  | Mai  | Jun  | Jul  | Aug  | Sep  | Okt  | Nov | Dez  |   |      |
| Mittl. Temperatur (°C) | 0,2  | 1,5  | 4,7 | 9,3  | 12,8 | 17,2 | 18,2 | 17,9 | 13,7 | 9,3  | 4,1 | 1,9  | ⌀ | 9,3  |
| Mittl. Tagesmax. (°C)  | 3,2  | 6,3  | 9,6 | 15,9 | 19,3 | 23,8 | 24,7 | 24,5 | 20,2 | 14,4 | 7,6 | 4,4  | ⌀ | 14,5 |
| Mittl. Tagesmin. (°C)  | −2,8 | −2,7 | 0,0 | 2,4  | 6,1  | 10,9 | 11,5 | 11,3 | 7,7  | 4,9  | 0,6 | −0,7 | ⌀ | 4,1  |
|                        |      |      |     |      |      |      |      |      |      |      |     |      |   |      |
| Niederschlag (mm)      | 65   | 43   | 64  | 35   | 72   | 92   | 72   | 57   | 46   | 55   | 55  | 69   | Σ | 725  |
|                        |      |      |     |      |      |      |      |      |      |      |     |      |   |      |
| Regentage (d)          | 19   | 11   | 16  | 10   | 11   | 13   | 13   | 11   | 10   | 16   | 15  | 19   | Σ | 164  |

| −2,8 |

| −2,7 |

| 0,0 |

| 2,4 |

| 6,1 |

| 10,9 |

| 11,5 |

| 11,3 |

| 7,7 |

| 4,9 |

| 0,6 |

| −0,7 |

| −2,8 |

| −2,7 |

| 0,0 |

| 2,4 |

| 6,1 |

| 10,9 |

| 11,5 |

| 11,3 |

| 7,7 |

| 4,9 |

| 0,6 |

| −0,7 |

## Geschichte
Einige Gemeindeteile wurden bereits in den Jahren 741 und 753 erstmals urkundlich erwähnt. Der ursprünglich zum Hochstift Würzburg gehörende Ort kam kurz zum Großherzogtum Würzburg des Erzherzogs Ferdinand von Toskana, bevor er mit den Verträgen von Paris 1814 zu Bayern kam. Im Zuge der Gebietsreform in Bayern entstand am 1. Mai 1978 die heutige politische Gemeinde, wobei der Gemeindename Oberaurach als Kunstwort für die Gemeinden am oberen Lauf der Aurach eingeführt wurde. Die Gemeinde besteht aus den ehemals selbstständigen Gemeinden Dankenfeld, Fatschenbrunn, Kirchaich, Neuschleichach, Oberschleichach, Tretzendorf, Trossenfurt und Unterschleichach.

### Religionen
Kirchlich gehören die Ortsteile Kirchaich und Dankenfeld zum Erzbistum Bamberg, die Ortsteile Trossenfurt/Tretzendorf, Ober-, Unter- und Neuschleichach, Fatschenbrunn und Hummelmarter zum Bistum Würzburg.
Laut dem Zensus 2011 waren 83,9 % der Einwohner römisch-katholisch, 7,4 % evangelisch-lutherisch und 1,5 % konfessionslos oder anderer Religionszugehörigkeit.

### Einwohnerentwicklung
| Bevölkerungsentwicklung | Bevölkerungsentwicklung | Bevölkerungsentwicklung | Bevölkerungsentwicklung | Bevölkerungsentwicklung | Bevölkerungsentwicklung | Bevölkerungsentwicklung | Bevölkerungsentwicklung | Bevölkerungsentwicklung | Bevölkerungsentwicklung | Bevölkerungsentwicklung | Bevölkerungsentwicklung | Bevölkerungsentwicklung | Bevölkerungsentwicklung | Bevölkerungsentwicklung | Bevölkerungsentwicklung | Bevölkerungsentwicklung | Bevölkerungsentwicklung | Bevölkerungsentwicklung | Bevölkerungsentwicklung | Bevölkerungsentwicklung | Bevölkerungsentwicklung | Bevölkerungsentwicklung |
| ----------------------- | ----------------------- | ----------------------- | ----------------------- | ----------------------- | ----------------------- | ----------------------- | ----------------------- | ----------------------- | ----------------------- | ----------------------- | ----------------------- | ----------------------- | ----------------------- | ----------------------- | ----------------------- | ----------------------- | ----------------------- | ----------------------- | ----------------------- | ----------------------- | ----------------------- | ----------------------- |
| Jahr                    | 1840                    | 1871                    | 1900                    | 1925                    | 1939                    | 1950                    | 1961                    | 1970                    | 1987                    | 2009                    | 2010                    | 2011                    | 2012                    | 2013                    | 2014                    | 2015                    | 2016                    | 2017                    | 2018                    | 2019                    | 2020                    | 2021                    |
| Einwohner               | 2554                    | 2780                    | 2994                    | 3067                    | 3075                    | 3692                    | 3335                    | 3589                    | 3901                    | 4282                    | 4285                    | 4010                    | 4024                    | 4029                    | 4045                    | 3971                    | 4008                    | 3958                    | 3975                    | 3954                    | 3932                    | 3952                    |

Im Zeitraum 1988 bis 2018 stieg die Einwohnerzahl von 3905 auf 3975 um 70 Einwohner bzw. um 1,8 %. 2002 hatte die Gemeinde 4387 Einwohner.
Quelle: BayLfStat

## Politik

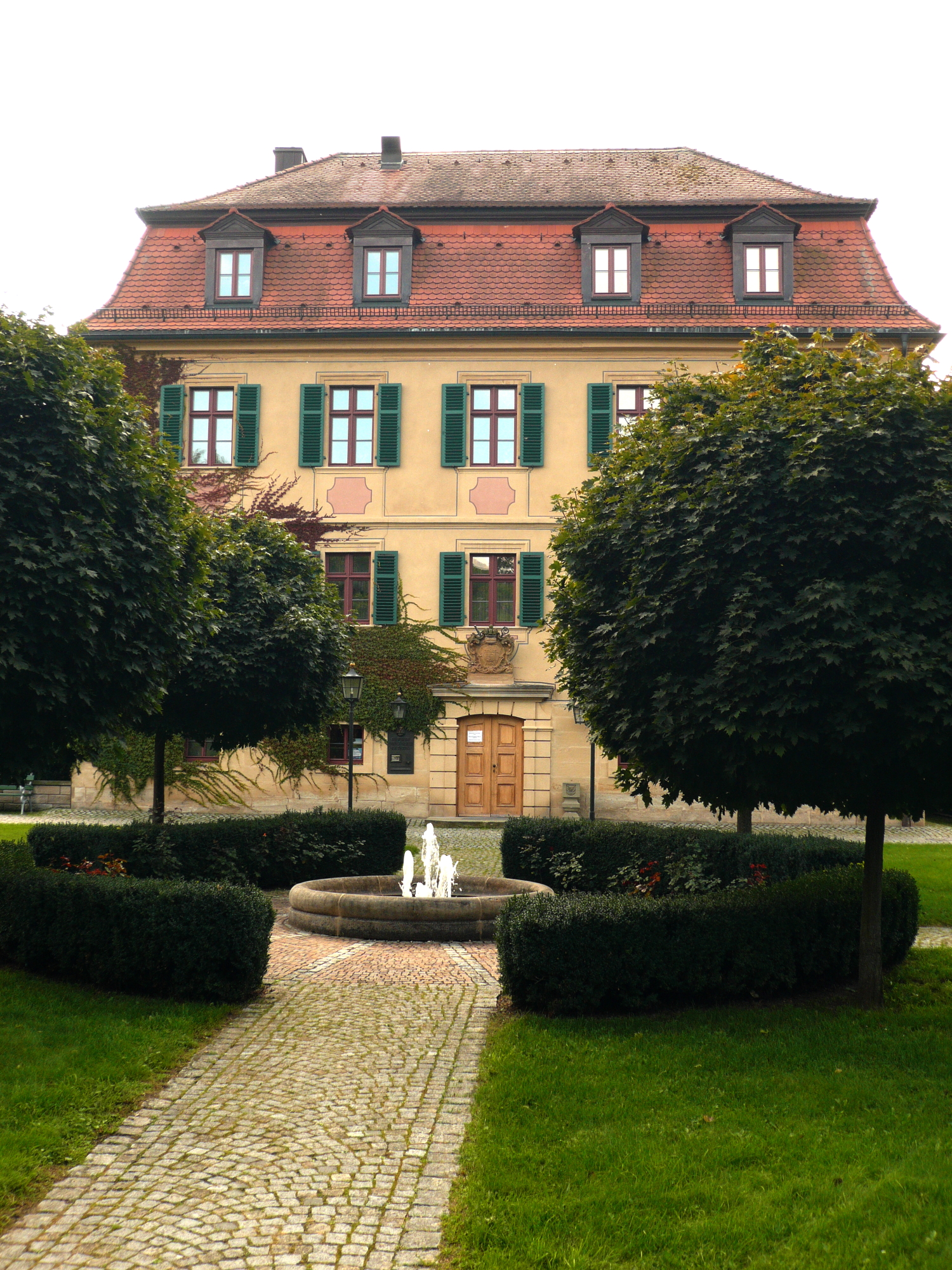
Das Barockschloss Tretzendorf, in dem heute das Rathaus der Gemeinde Oberaurach untergebracht ist

### Bürgermeister
Erster Bürgermeister ist seit 2008 Thomas Sechser (CSU). Dieser setzte sich 2014 mit 53,76 % der Stimmen gegen Sabine Weinbeer (Freie Wähler) und Thomas Karg (SPD) durch, gegen die er schon 2008 antrat und mit 55,37 % der Stimmen gewann. Am 15. März 2020 wurde Sechser mit 78,5 % der Stimmen ohne Gegenkandidatur für weitere sechs Jahre gewählt. Sein Vorgänger war Siegmund Kerker (CSU).

## Baudenkmäler

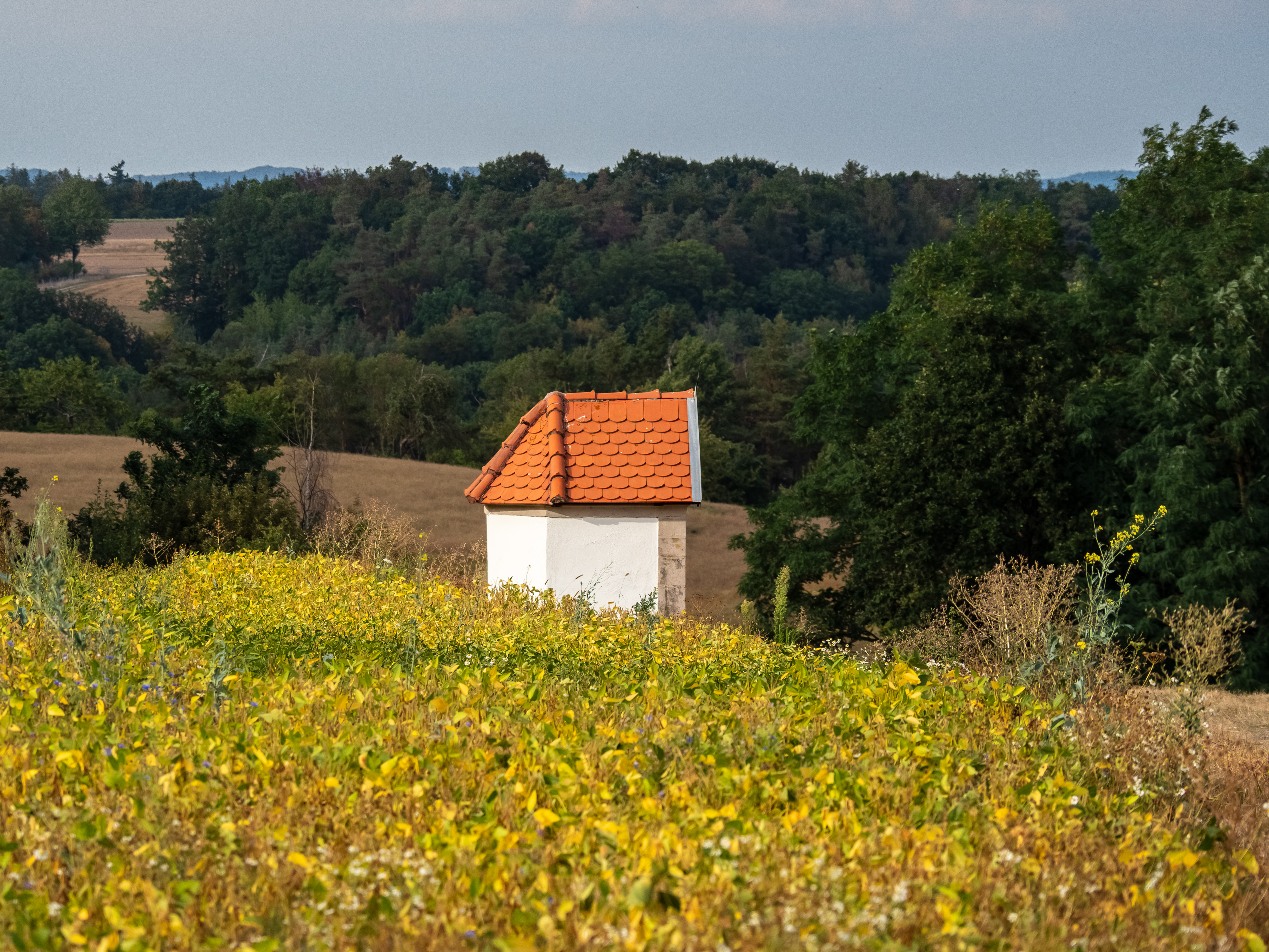
Wegkapelle bei Unterschleichach Fatschenbrunner Berg

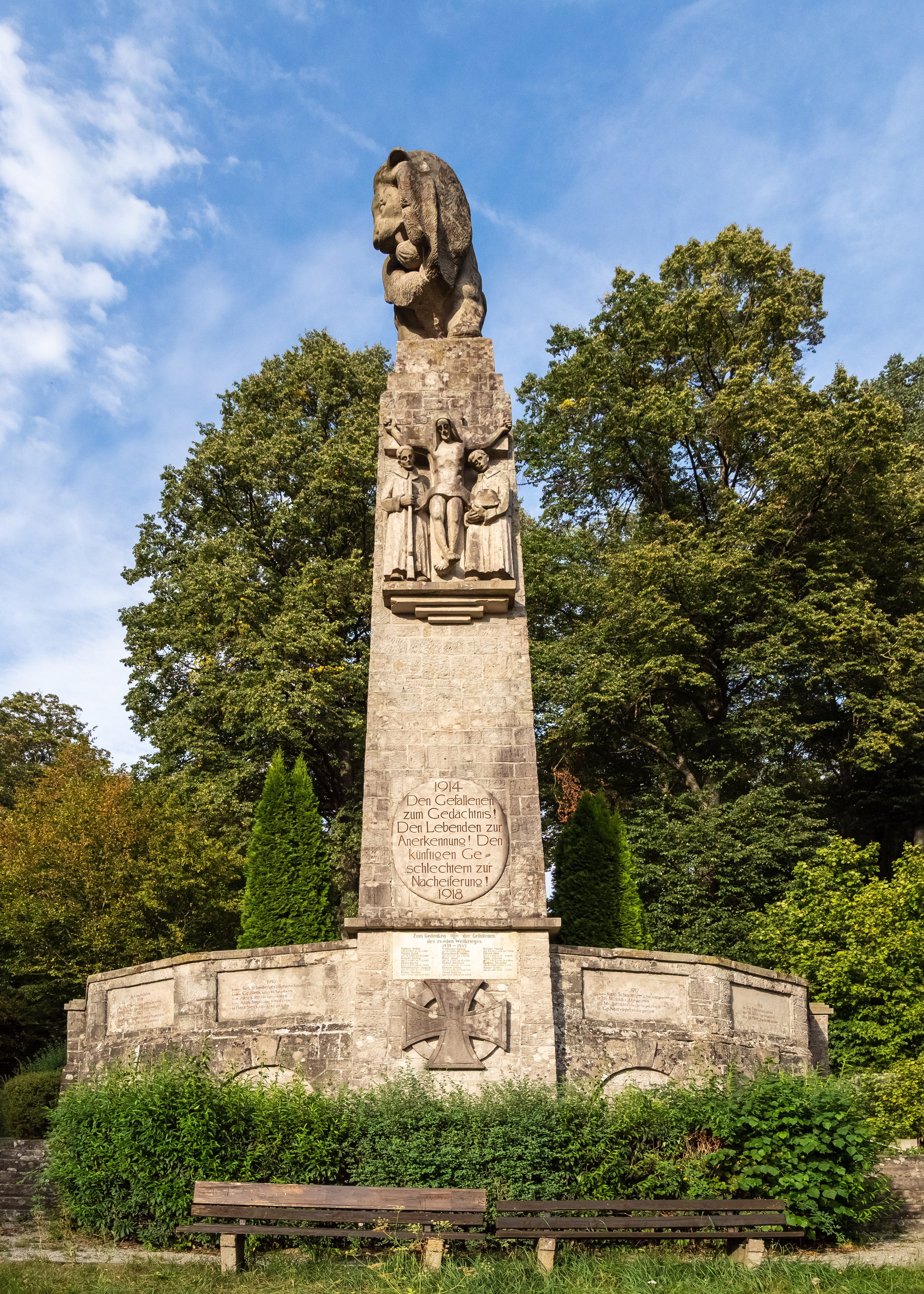
Kriegerdenkmal in Unterschleichach

### Gemeinderat
| Wahljahr | CSU         | Grüne       | Freie Wählergemeinschaft Oberaurach | Junge Bürger Oberaurach | Gesamt |
| -------- | ----------- | ----------- | ----------------------------------- | ----------------------- | ------ |
| 2020     | 5 (33,77 %) | 3 (16,54 %) | 4 (25,94 %)                         | 4 (23,75 %)             | 16     |
| Wahljahr | CSU         | SPD         | Freie Wählergemeinschaft Oberaurach | Junge Bürger (CSU-nah)  | Gesamt |
| 2014     | 6           | 3           | 4                                   | 3                       | 16     |
| 2008     | 7           | 3           | 3                                   | 3                       | 16     |
| 2002     | 6           | 4           | 3                                   | 3                       | 16     |

### Wappen
| Wappen von Oberaurach | Blasonierung: „Über schwarzem Wellenschildfuß, darin ein silberner Fisch, in Silber zwischen zwei schräg gestellten roten Buchenblättern eine gestürzte, gekürzte eingeschweifte schwarze Spitze, darin ein goldener Einhornrumpf.“ |
| Wappen von Oberaurach | Das Einhorn ist das geminderte Wappen des einstigen Ritterkantons Steigerwald und weist zusammen mit den Buchenblättern auf die geografische Lage des Gemeindegebiets im nördlichen Steigerwald hin. Der Wellenschildfuß stellt die Aurach da, während der Fisch auf die Fischzucht im Aurachgrund hinweist. Die Farben Silber und Schwarz sind dem Wappen der Marschalken von Ostheim entnommen, die 1663/64 in den Besitz des Schlossgutes von Dankenfeld kamen. Die Farben Schwarz und Gold sowie Silber und Rot sind die Farben der Hochstifte Bamberg und Würzburg, die beide die Landesherrschaft im Gemeindegebiet innehatten. |

## Verkehr
Oberaurach liegt nahe der Autobahn A 70 (Anschlussstelle 11 Knetzgau) sowie direkt an der Steigerwald-Höhenstraße.

## Bildung
Innerhalb der Gemeinde existieren folgende Einrichtungen:
- drei Kindergärten (Kirchaich, Oberschleichach und Tretzendorf)
- eine Grundschule (Trossenfurt)
- UmweltBildungsZentrum Oberschleichach (kurz: UBiZ), welches als Einrichtung der Volkshochschule Landkreis Haßberge e. V. geführt wird

## Persönlichkeiten

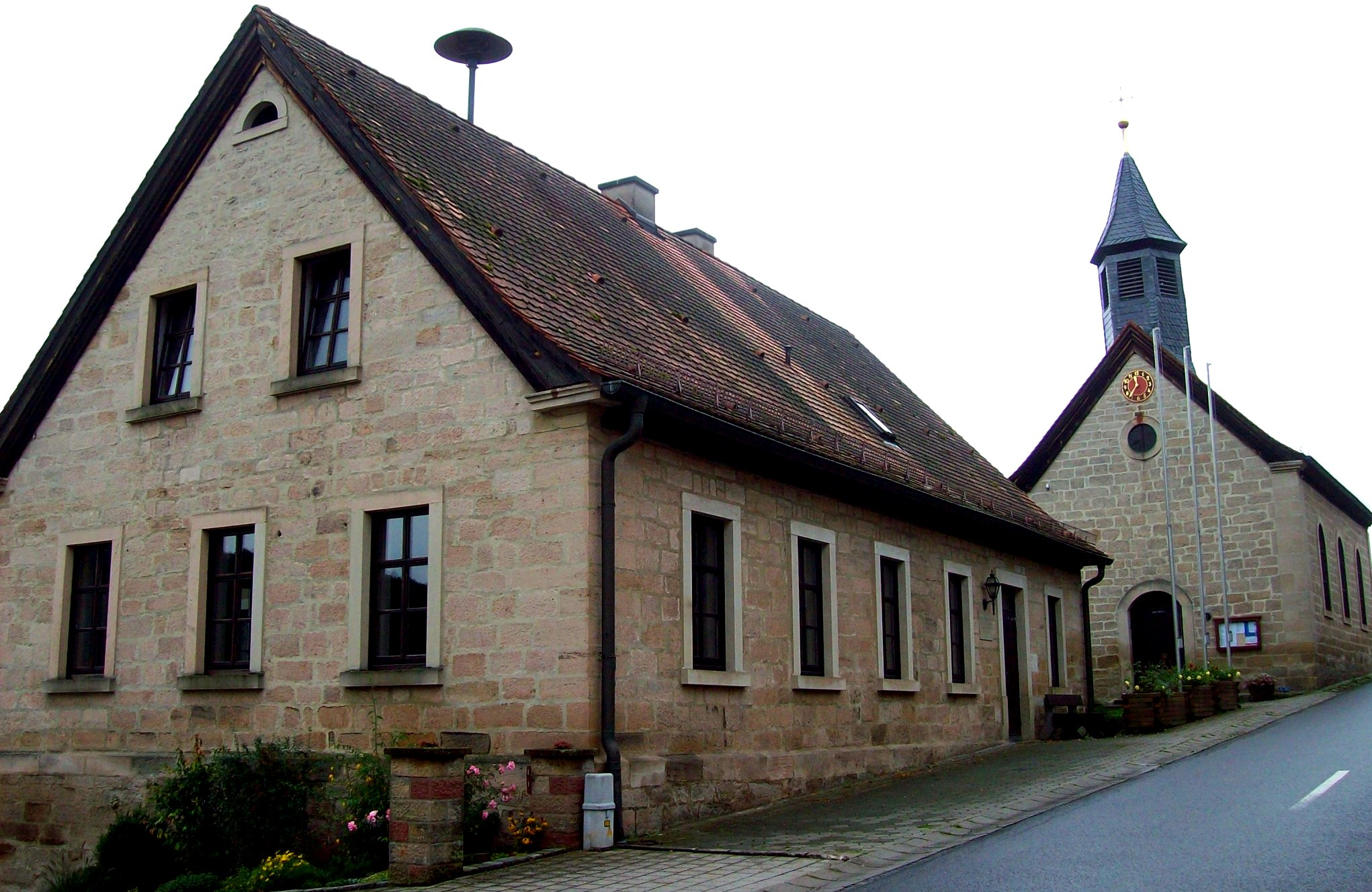
Armin-Knab-Haus in Neuschleichach

- Armin Knab (1881–1951), deutscher Komponist, Musiker und Jurist, geboren in Oberaurach OT Neuschleichach.
- Die Dorfrocker, Musiker-Trio